# Ardea herodias
L'airone azzurro maggiore (Ardea herodias Linnaeus, 1758) è una specie della famiglia degli Ardeidi.

## Descrizione
Diffuso nel Nordamerica, dove viene chiamato «Great Blue Heron», è strettamente imparentato con l'airone cenerino; rispetto ad esso è però leggermente più grande, e il suo piumaggio ha una colorazione nera sul ventre e rosso-bruna sulle zampe.

## Biologia

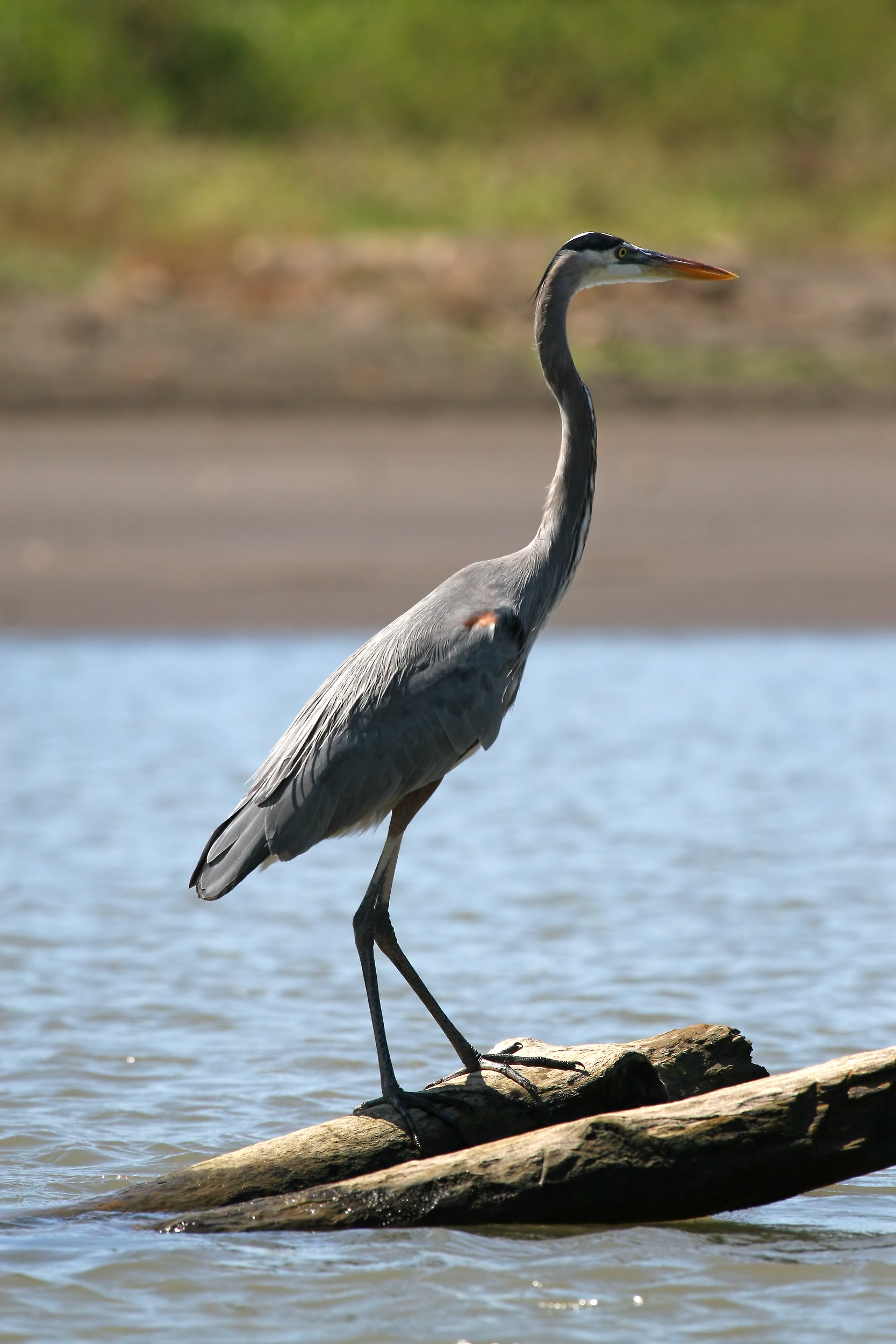
Esemplare nel Tortuguero national park, Costa Rica

Costruisce sempre il nido sugli alberi. Prima dell'inizio dell'epoca degli amori, gli aironi azzurri si comportano in un modo singolare, che ci viene descritto dal celebre ornitologo americano Audubon:
Successive osservazioni, compiute nel golfo di Florida, hanno confermato che gli aironi azzurri si comportano in modo uguale a quello ora descritto; un tale atteggiamento, invece, non è mai stato riscontrato tra gli esemplari diffusi nelle zone continentali: questa differenza è forse dovuta al fatto che, nel secondo caso, si tratta in genere di uccelli migratori, i quali giungono nel territorio di nidificazione in un periodo un po' più avanzato e perciò hanno un «cerimoniale amoroso» più breve.